# Fred Dessauvagie
Frederik Willem Eugène (Fred) Dessauvagie ('s-Gravenhage, 3 april 1918 - Busselton (Australië), februari 2007) was een Nederlands militair.

## Zijn familie
Fred Dessauvagie was de zoon van Frederik Louis Herman (1881-1957), die Frits werd genoemd, en Juliana Wilhelmina van der Noordaa (1885-1945). Frits en Juliana waren in 1904 getrouwd en de dag na hun huwelijk naar Nederlands-Indië vertrokken, waar in 1905 hun dochter Helly (1905-1984) werd geboren. Frits was militair en werd gestationeerd in Batavia, Batie Djadja (op Celebes) en in Soerabaja. In 1914 gingen ze met verlof naar Nederland. Doordat de oorlog uitbrak, bleven ze daar tot 1921. Onderwijl studeerde Frits in Delft voor civiel ingenieur en werd hun tweede kind geboren, Fred.
In 1921 nam Frits zijn gezin weer mee naar Indië. In 1929 kwam Juliana met Fred Dessauvagie en zijn moeder naar Nederland zodat hij zijn school kon afmaken. In 1938 ging Dessauvagie naar de KMA in Breda. Zijn opleiding werd door de Tweede Wereldoorlog onderbroken.

## Oorlogsjaren
Bij een poging om in de zomer van 1941 met Bram Wolff van Scheveningen naar Engeland te gaan werd hij door de Duitsers gearresteerd. Hij werd naar Zuchthaus Rheinbach gebracht en later naar Colditz. Tijdens het transport naar Colditz ontsnapte hij echter, en kwam in 1944 toch in Engeland aan. Hierna diende hij bij het KNIL.
Frits Dessauvagie had tijdens de Tweede Wereldoorlog in een jappenkamp gezeten en overleefde de oorlog, Juliana niet. Zij was lid van de Ordedienst en werd op 25 maart 1942 gearresteerd omdat ze wapens in huis verborg. Ze zat tot februari 1945 in cel 381 van het Oranjehotel in Scheveningen en werd toen naar Ravensbrück gebracht. Toen zij op 9 februari 1945 tijdens een appel onwel werd, werd zij van de anderen afgezonderd en vergast.

## Na de oorlog
Na de oorlog bleef hij in Indië en ontving hij een verzetsherdenkingskruis. Hij trouwde met de in Nederlands-Indië geboren Rosa Josephine van Wattum. Zij emigreerden samen naar Nieuw-Zeeland. Samen kregen zij vier kinderen. 